# Bois d'Houtaing, Bois d'Assoumont, Bois du Carmois en Bois à Choques
Bois d'Houtaing, Bois d'Assoumont, Bois du Carmois en Bois à Choques is een aaneengesloten bos van ongeveer 236 hectare in de streek Pays des Collines (gemeentes Aat en Frasnes-lez-Anvaing) in de provincie Henegouwen in Wallonië. Het bos- en natuurgebied is erkend als 'Site de Grand Intérêt Biologique' (SGIB573 Bois d'Houtaing/SGIB 572 Bois du Carmois/SGIB 570 Bois à Choques/SGIB569 Bois d'Assoumont) door het Waals Gewest. Het bos ligt op de zuidoostelijke uitloper van het Pays des Collines in een erg heuvelachtig landschap (60 meter niveauverschil). Tussen het Bois du Carmois en het Bois d'Houtaing ligt de waterscheidingslijn tussen Dender en Schelde; in het bosgebied ontspringen verschillende beekjes (Rieu du Carmoi, Rieu de la Fontaine Saint-Pierre). Het Bois du Carmois is 87 hectare groot, het Bois d'Houtaing 83 hectare, het Bois d'Assoumont 55 hectare en het Bois à Choques 11 hectare. Onder het Bois d'Houtaing loop de A8/E429 in de Bois d'Houtaingtunnel.

## Fauna en flora
Het bos is een Atlantisch beukenbos met eik. In de bosvalleien onderaan de heuvels groeit onder andere salomonszegel, eenbes, groot springzaad, boszegge, groot heksenkruid en zuring. Op de heuveltoppen bloeit onder andere valse salie, knopig helmkruid, moesdistel en ruig klokje. Verder komen er ook tapijten van voorjaarsbloeiers als bosanemoon en daslook voor. In het bos leven onder andere ree, hermelijn, haas, wezel, bunzing, hazelworm, vuursalamander, vinpootsalamander, kleine watersalamander, kamsalamander, alpenwatersalamander, bont zandoogje, dagpauwoog, distelvlinder, oranje zandoogje, atalanta.

## Afbeeldingen

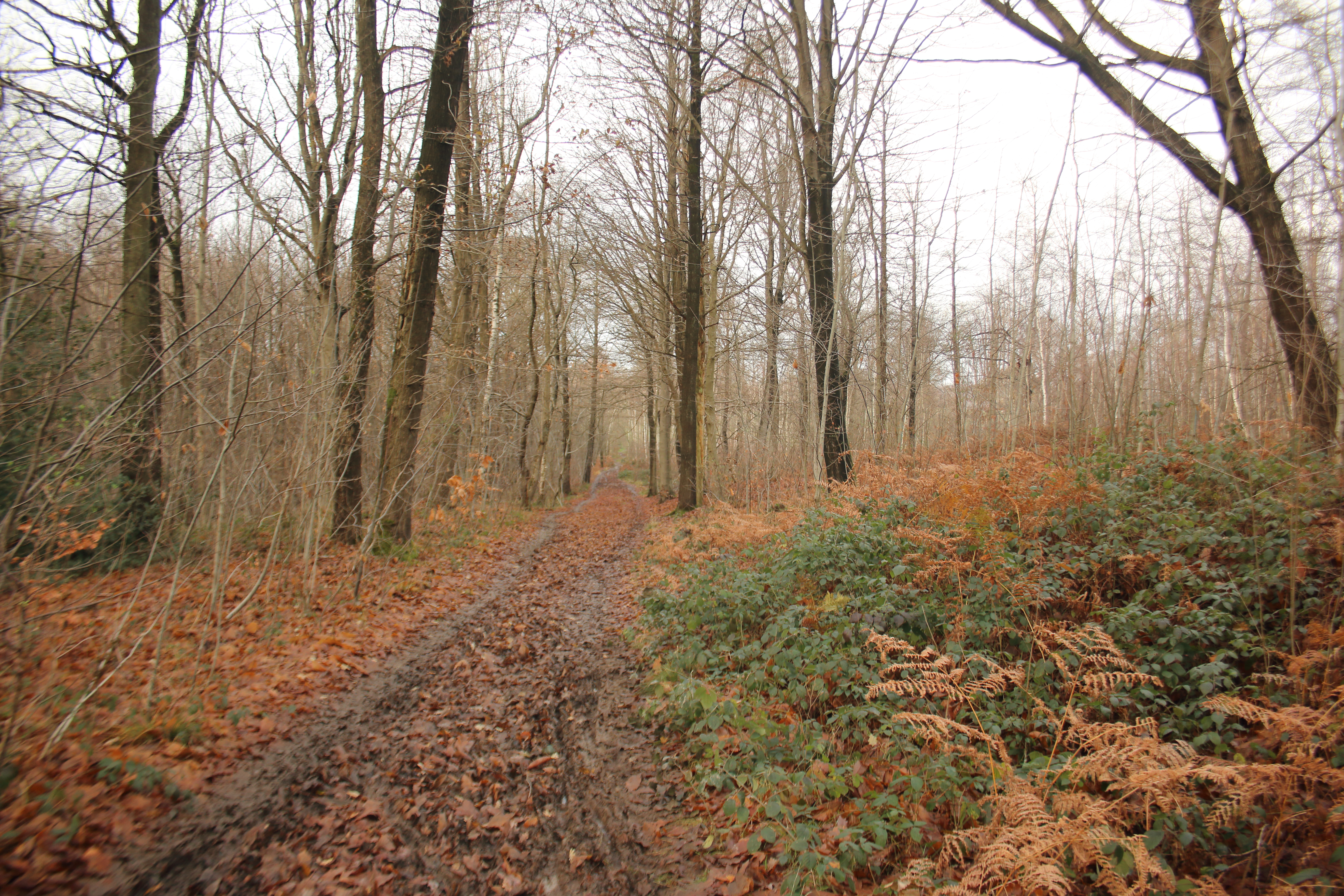
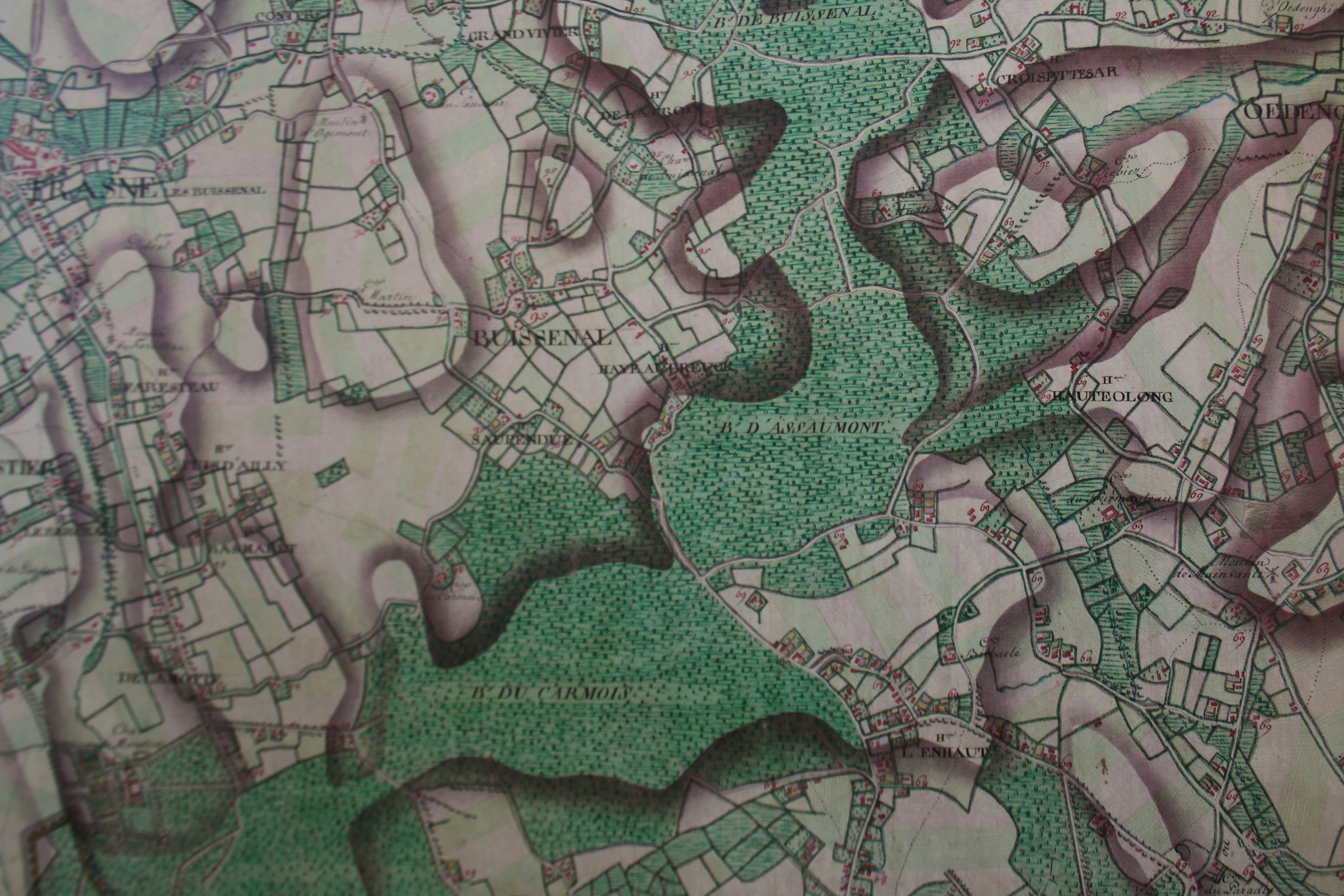
Het bosgebied op de Ferrariskaart
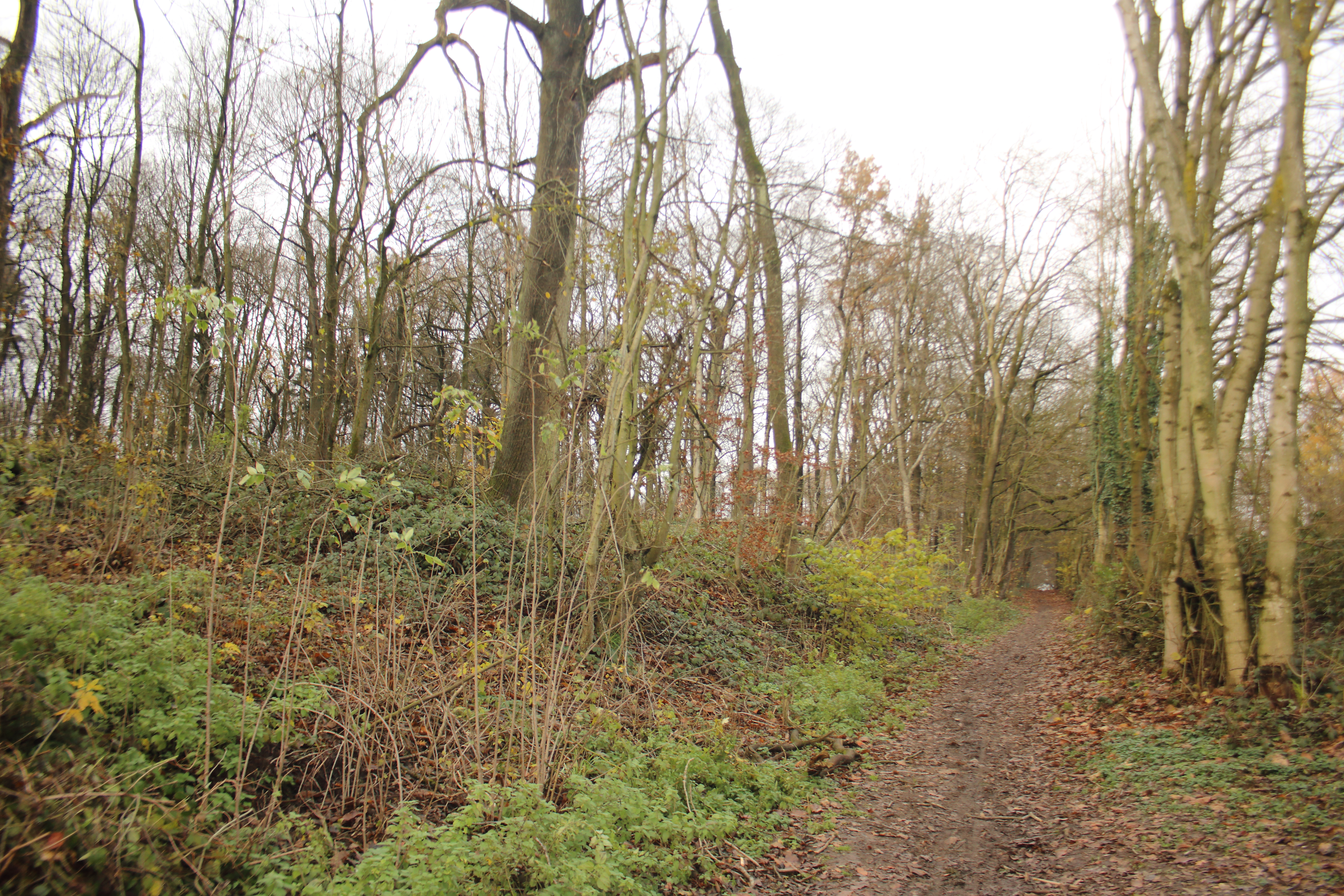